# Pepper Gowt Plot
Pepper Gowt Plot var en civil parish från 1858 till 1906 då den blev en del av Skirbeck, i grevskapet Lincolnshire, i England. Civil parish var belägen 3 km från Boston och hade 13 invånare år 1901.